# Westland Lynx
Westland Lynx – wielozadaniowy wojskowy śmigłowiec zaprojektowany przez brytyjską wytwórnię Westland, produkowany również licencyjnie przez francuską wytwórnię Aerospatiale, na użytek Francji. Wielka Brytania zakupiła 120 sztuk w wersji lądowej z płozami i 80 śmigłowców morskich z podwoziem kołowym, do kilkunastu krajów eksportowano głównie morskie odmiany zwalczania okrętów podwodnych. W 1986 pilot John Egginton ustanowił na nim światowy rekord prędkości śmigłowca na dystansie między 15 a 25 km. Prędkość, jaką osiągnął, wynosiła 400,87 km/h Śmigłowiec zawdzięcza ten wynik sztywnej konstrukcji łopat i unikatowej konstrukcji głowicy wirnika nośnego.

## Wersje
- Westland WG.13 – prototyp oblatany 21 marca 1971
- Lynx AH. Mk 1 – wersja wojskowa
- Lynx AH.1GT – wersja dla RAF
- Lynx HAS.2
- Lynx HAS.3
  - HAS.3 CTS
  - HAS.3 GM
  - HAS.3 ICE – dwa modele używane w warunkach arktycznych
  - HAS.3
  - HAS.3S
- Lynx HAS.4(FN) – francuska ulepszona wersja
- Lynx HAS.2(FN)
- Lynx AH.5 – eksperymentalna wersja dla brytyjskiej armii, powstały tylko cztery sztuki
- Lynx AH.6
- Lynx AH.7
- Lynx HMA.8 („Super Lynx”)
- Lynx AH.9 („Battlefield Lynx”)
- Lynx Mk.21
- Lynx Mk.21A
- Lynx Mk.22
- Lynx Mk.23
- Lynx Mk.24
- Lynx Mk.25
- Lynx Mk.26
- Lynx Mk.27
- Lynx Mk.28
- Lynx Mk.80
- Lynx Mk.81
- SH-14D
- Lynx Mk.82
- Lynx Mk.83
- Lynx Mk 84
- Lynx Mk 85
- Lynx Mk.86
- Lynx Mk.87
- Lynx Mk.88
- Lynx Mk.89
- Lynx Mk.90 – jedna sztuka śmigłowca sprzedana do Danii
- Super Lynx Mk.95
- Super Lynx Mk.99
- Battlefield Lynx
- Battlefield 800
- Super Lynx 300
- Lynx ACH – wersja eksperymentalna